# 続清水港
『續清水港』（ぞくしみずみなと）は、1940年（昭和15年）製作・公開の日本の長篇劇映画である。日活製作・配給。新漢字表記『続清水港』。戦後、1957年（昭和32年）3月8日、改題されて『清水港代参夢道中』（しみずみなとだいさんゆめどうちゅう）というタイトルで再公開された。長門裕之の初出演作品である。

## スタッフ
- 監督 : マキノ正博
- 脚本・原作 : 小国英雄
- 音楽 : 大久保徳二郎
- 撮影 : 石本秀雄
- 照明 : 西村計雄
- 美術 : 角井平吉、上羽慶太郎
- 録音 : 石原貞光
- 編集 : 宮本信夫
- 助監督 : マキノ真三
- 剣導 : 足立伶二郎
- 助撮影（撮影助手） : 柴田達夫
- 浪曲構成 : 萩原四朗
  - 主題浪曲 :

  1. 『続清水港』
  2. 前篇『子育て道中』
  3. 後篇『人間森の石松』

  - 構成 : 萩原四朗、口演 : 広沢虎造
- 主題歌 : 
  1. 『続清水港』
    - 作詞 : 萩原四朗、作曲 : 大久保徳二郎、編曲 : 宮脇春夫、歌唱 : 美ち奴

  2. 『街道石松ぶし』
    - 歌唱 : 鶴田六郎、美ち奴

  3. 『東京リズム』
    - 作詞 : 門田ゆたか、作曲 : 大久保徳二郎、歌唱 : 轟夕起子

## キャスト
- 片岡千恵蔵 - 石田勝彦・森の石松（二役）
- 広沢虎造 - 照明部員広田・旅の浪花節語り虎造（二役）
- 沢村国太郎 - 石松の役者・慌ての六助（二役）
- 澤村アキヲ - 芳太郎
- 瀬川路三郎 - 都鳥吉兵衛
- 香川良介 - 子持ちの役者 勝沼の嘉助
- 志村喬 - 劇場専務・小松村七五郎（二役）
- 上田吉二郎 - 大政の役者・大政
- 団徳麿 - 小政の役者・小政
- 小川隆 - 清水次郎長
- 若松文男 - 茶店の爺
- 前田静男 - 伝法の佐吉
- 瀬戸一司 - 須走の多蔵
- 岬弦太郎 - 駒井の源次
- 大角恵摩 - 鬼瓦の権六
- 石川秀道 - 旅の船客
- 常盤操子 - お蝶
- 轟夕起子 - 黒田文子・石松許婚おふみ（二役）
- 美ち奴 - 七五郎の女房 お民